# Paul Oderborn
Paul Oderborn (* 1555 in Pommern; † 1604) war ein deutschbaltischer evangelischer Geistlicher und Superintendent von Kurland.

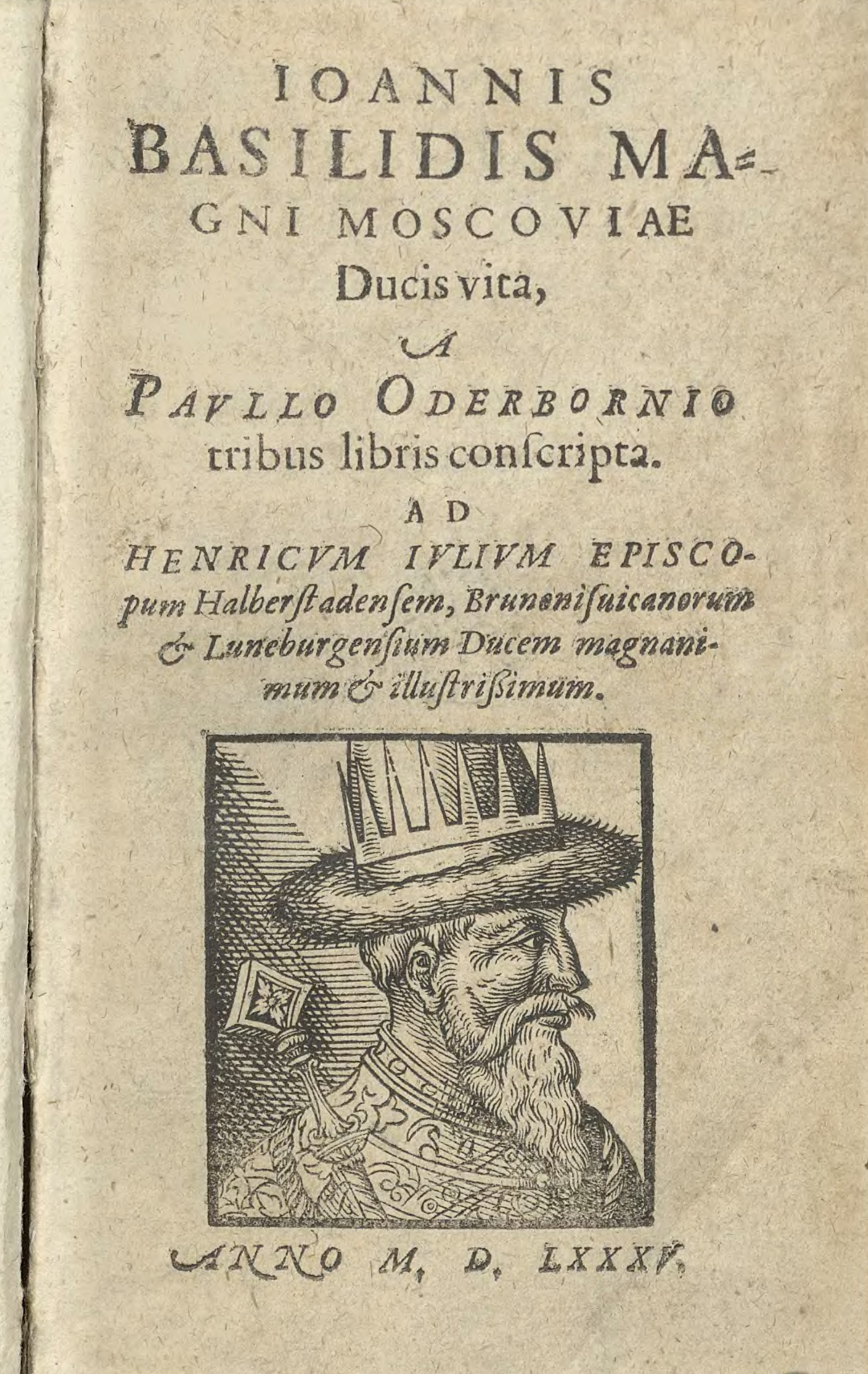
Oderborns Ioannis Basilidis Magni Moscoviae Ducis Vita (1585)

Oderborn stammte aus Pommern und studierte an der Universität Rostock, wo er 1579 den Magistergrad erwarb. Er wurde zunächst Prediger in Kauen in Litauen, dann 1587 Oberpastor an der Petrikirche in Riga. 
1589 wechselte er nach Kurland, wo er in Mitau Hofprediger bei Herzog Friedrich Kettler wurde, später auch Superintendent von Kurland. Bekannt wurde er durch ein Religionsgespräch, das er in Mitau 1599 mit dem Jesuiten Martin Becanus hielt. 
Oderborn verfasste Schriften zur Geschichte Russlands, darunter eine Lebensbeschreibung über den Zaren Iwan IV. Er schrieb auch die geistlichen Lieder Ihr lieben Christen trauert nicht und Der Tag hat sich geneiget, die Sonn’ mit ihrem Schein, die im Rigaschen Gesangbuch veröffentlicht wurden. 